# Concilio di Windsor (1070)
Il Concilio di Windsor del 1070 è stato un concilio convocato per volontà di Guglielmo il Conquistatore il lunedì di Pentecoste e presieduto dal legato pontificio Ermenfrido di Sion. Durante il Concilio furono deposti il Vescovo di Selsey Æthelric e molti abati.

## Premesse
Nel maggio 1070, dopo la conclusione del Concilio di Winchester tenutosi in aprile, in Inghilterra era rimasto solo uno dei tre legati pontifici che lo avevano presieduto, il cardinale Ermenfrido di Sion.  A Windsor, nel giorno di Pentecoste Re Guglielmo affidò l'Arcidiocesi di York al Canonico Tommaso di Bayeux e la Diocesi di Winchester al Canonico Walkelin; inoltre volle che il giorno seguente, 24 maggio, si tenesse un concilio presieduto da Ermenfrido.

## Svolgimento del Concilio
Æthelric, vescovo di Selsey, fu deposto ed imprigionato a Marlborough senza che gli fosse imputata alcuna colpa; similmente furono anche deposti molti abati. Il Re, quindi, affidò a Stigand (da non confondere con il deposto Arcivescovo di Canterbury) la Diocesi di Selsey, e ad Herfast la Diocesi dell'Anglia Orientale. Sempre il Re affidò a monaci normanni la guida di molte abbazie.
Va rilevato che sia Mansi che Robarts indicano Æthelric come Vescovo del Sussex,  territorio compreso nella Diocesi di Selsey, e usano le grafie alternative del nome Agelricus e Agelric. 

## Conseguenze
Le deposizioni e le nuove nomine stabilite dal Concilio facevano parte del più ampio disegno di Guglielmo di acquisire il controllo del clero inglese, la cui realizzazione era cominciata con le disposizioni del Concilio di Winchester del 1070 e, dopo la nomina di Lanfranco ad Arcivescovo di Canterbury, avrebbero trovato maggiore attuazione con il concilio di Winchester del 1072.
Papa Alessandro II, però, non ritenne valida la deposizione immotivata di Æthelric, e ne ordinò la reintegrazione; nel Concilio di Winchester del 1076, comunque, la deposizione fu confermata.